# Robert Falcon Scott
Robert Falcon Scott (Plymouth, Reino Unido; 6 de junio de 1868-Barrera de hielo de Ross, Antártida; c. 29 de marzo de 1912) fue un oficial de la Marina Real británica y explorador que lideró dos expediciones a la Antártida: la expedición Discovery (1901-1904) y la malograda expedición Terra Nova (1910-1913). En la primera expedición estableció un nuevo récord llegando hasta la latitud 82° S y descubrió la meseta antártica, en la que se encuentra el polo sur. En la segunda aventura, Scott lideró a una partida de cinco hombres que alcanzó al polo sur el 17 de enero de 1912, algo más de un mes después que la expedición Amundsen.
Durante la vuelta desde el polo, un encuentro planificado con equipos de apoyo con perros de trineo procedentes del campamento base no llegó a producirse, a pesar de las instrucciones por escrito de Scott, por lo que a una distancia de 261 km de su base en la península de Hut Point y a solo 20 km del siguiente depósito de suministros, Scott y sus compañeros murieron. Cuando se hallaron sus cuerpos estaban en posesión de los primeros fósiles antárticos que se han descubierto, correspondientes al árbol Glossopteris, lo cual probaba que la Antártida estuvo alguna vez poblada de bosques y unida a otros continentes.
Antes de su nombramiento para dirigir la Expedición Discovery, Scott había seguido una carrera como oficial de la Marina Real británica. En 1899 se encontró casualmente con sir Clements Markham, presidente de la Royal Geographical Society, quien le informó de los planes que se estaban haciendo para una expedición a la Antártida. Poco después Scott se presentó voluntario para liderar el buque de la misión, el RSS Discovery. Tras dar este paso, su nombre quedó inseparablemente vinculado a la Antártida, el campo de trabajo al que dedicó los últimos doce años de su vida.
Tras conocerse la noticia de su muerte, Scott se convirtió en un héroe británico, como quedó reflejado por los numerosos memoriales levantados por todo su país. En las últimas décadas del siglo XX, Scott pasó de leyenda a figura controvertida, cuestionado en su competencia y carácter a causa del desastre que terminó con su vida y con la de sus camaradas. En el siglo XXI los historiadores han reconocido más positivamente a Scott, teniendo en cuenta las temperaturas extremadamente bajas de –40 °C que se registraron en la Antártida en marzo de 1912 y el hecho de que no se cumplieron sus órdenes para que los asistieran al regresar.

## Primeros años

### Familia

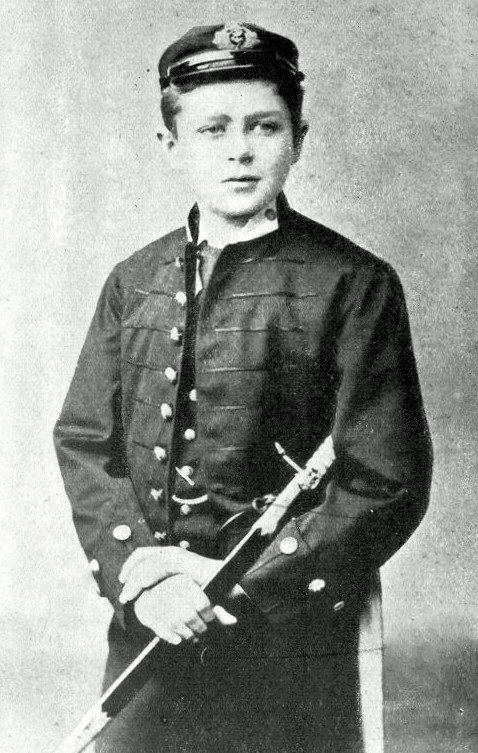
Scott a la edad de trece años.

Robert Falcon Scott nació el 6 de junio de 1868, tercero de seis hermanos e hijo mayor de John Edward y Hannah Scott, en Stoke Damerel, cerca de Devonport y Plymouth, en el condado de Devon. Aunque su padre era productor de cerveza y magistrado, había tradición naval y militar en su familia, pues el abuelo de Scott y cuatro de sus tíos habían servido en el ejército o la armada. John Scott prosperó gracias a la venta de una pequeña cervecería que poseía en Plymouth y que había heredado de su padre. La infancia de Scott fue muy confortable, pero años después, cuando Robert se estaba labrando una carrera en la armada, la familia sufriría graves problemas económicos.
De acuerdo con la tradición familiar, Robert y su hermano pequeño Archibald estaban predestinados a ingresar en las fuerzas armadas. Robert permaneció cuatro años en la escuela local antes de ser enviado a la Stubbington House School, en Hampshire, un colegio que preparaba a sus estudiantes para los exámenes de ingreso en el buque escuela HMS Britannia en Dartmouth. A los 13 años, Robert superó los exámenes y dio comienzo a su carrera naval en 1881 como aspirante.

### Principios de su carrera naval
En julio de 1883 Scott terminó su formación y dejó el Britannia como guardiamarina, séptimo de una clase de 26. En octubre ya estaba en camino a Sudáfrica para embarcar en el HMS Boadicea, buque insignia del Escuadrón del Cabo y primero de los varios barcos en los que serviría Scott durante sus años como guardiamarina. Estando en la isla de San Cristóbal, en el Caribe, a bordo del HMS Rover, se encontró por primera vez con Clements Markham, entonces secretario de la Royal Geographical Society (Real Sociedad Geográfica), quien cobraría gran importancia en la carrera posterior de Scott. En aquella ocasión, 1 de marzo de 1887, Markham observó al cúter del guardiamarina Scott ganar la carrera matutina a lo largo de la bahía. Markham tenía la costumbre de «fichar» jóvenes oficiales de la marina como Scott con la intención de iniciar en un futuro las exploraciones polares. Quedó impresionado por la inteligencia, entusiasmo y encanto de Scott, y tomó nota del guardiamarina de 18 años.
En marzo de 1888 Scott superó los exámenes de alférez de navío con excelentes calificaciones. Su carrera progresaba sin problemas, sirviendo en varios buques y ascendiendo a teniente de navío en 1889. En 1891, tras un largo tiempo en aguas extranjeras, presentó su candidatura para un curso de entrenamiento torpedero de dos años a bordo de la HMS Vernon, un paso importante en su ascenso pues se graduó con excelentes notas tanto en los exámenes prácticos como en los teóricos. En el verano de 1893 ocurrió un pequeño incidente cuando quedó varado un buque torpedero mandado por él, percance que le costó una leve reprimenda.

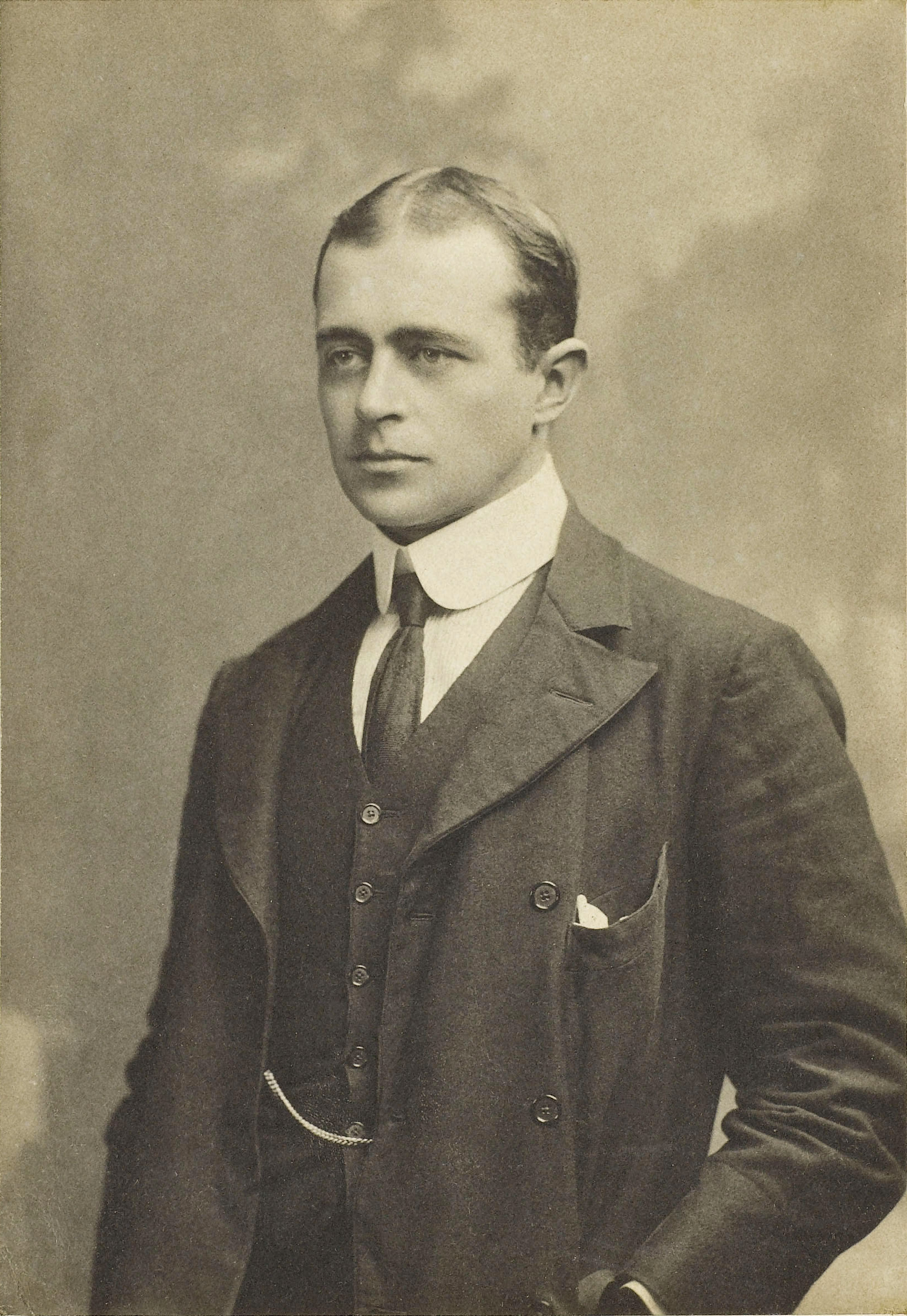
Scott hacia 1900.

Durante la documentación para la realización de su biografía dual de Scott y Amundsen, el historiador Roland Huntford investigó un posible escándalo en los primeros tiempos de Scott en la armada, hacia 1889-1890, cuando era teniente en el HMS Amphion. De acuerdo con este historiador, Scott «desapareció de los registros navales» durante ocho meses, desde mediados de agosto de 1889 hasta el 26 de marzo de 1890. Huntford alude a su relación con una mujer estadounidense casada y a su encubrimiento y protección por parte de oficiales de alto rango. El biógrafo David Crane reduce este período a once semanas, pero no aclara nada más y rechaza la idea de la protección por parte de altos oficiales sobre la base de que Scott no era importante ni estaba tan bien relacionado como para justificar esto. Los documentos que podrían aclarar este asunto no se encuentran en los registros del Almirantazgo británico.
En 1894, mientras servía como oficial torpedero en el buque HMS Vulcan, Scott tuvo noticia de la mala situación económica de su familia. John Scott, que había vendido la cervecería e invertido imprudentemente el dinero, se había quedado sin capital y estaba virtualmente en bancarrota. Con 63 años y una salud precaria, se vio obligado a volver a trabajar como gerente de una cervecería y a trasladar a toda su familia a Shepton Mallet, Somerset. Tres años después, mientras Robert servía en el HMS Majestic, buque insignia del Escuadrón del Canal, su padre murió de una enfermedad cardíaca y a la familia le sobrevino una nueva desgracia. Hannah Scott y sus dos hijas solteras quedaron entonces a expensas del sueldo de Scott y de su hermano Archie, quien había dejado el ejército por un puesto mejor pagado en el servicio colonial. La muerte del propio Archibald en el otoño de 1898, como consecuencia de unas fiebres tifoideas, significó que toda la responsabilidad financiera de la familia recayera sobre Robert.
Los ascensos, y el aumento en sus ingresos que estos supondrían, se convirtieron en asunto prioritario para Scott. A principios de junio de 1899, estando en casa de permiso, Scott se encontró casualmente en una calle de Londres con Clements Markham, ya entonces nombrado sir y presidente de la Royal Geographical Society. También tuvo noticia por primera vez de una inminente expedición a la Antártida bajo el auspicio de la Sociedad, lo que era una oportunidad para asumir un mando y obtener distinción. No se sabe qué pasó entre ambos hombres ese día, pero poco después, el 11 de junio, Scott se presentó en la residencia de Markham y se ofreció voluntario para liderar la expedición.

## Expedición Discovery (1901-1904)

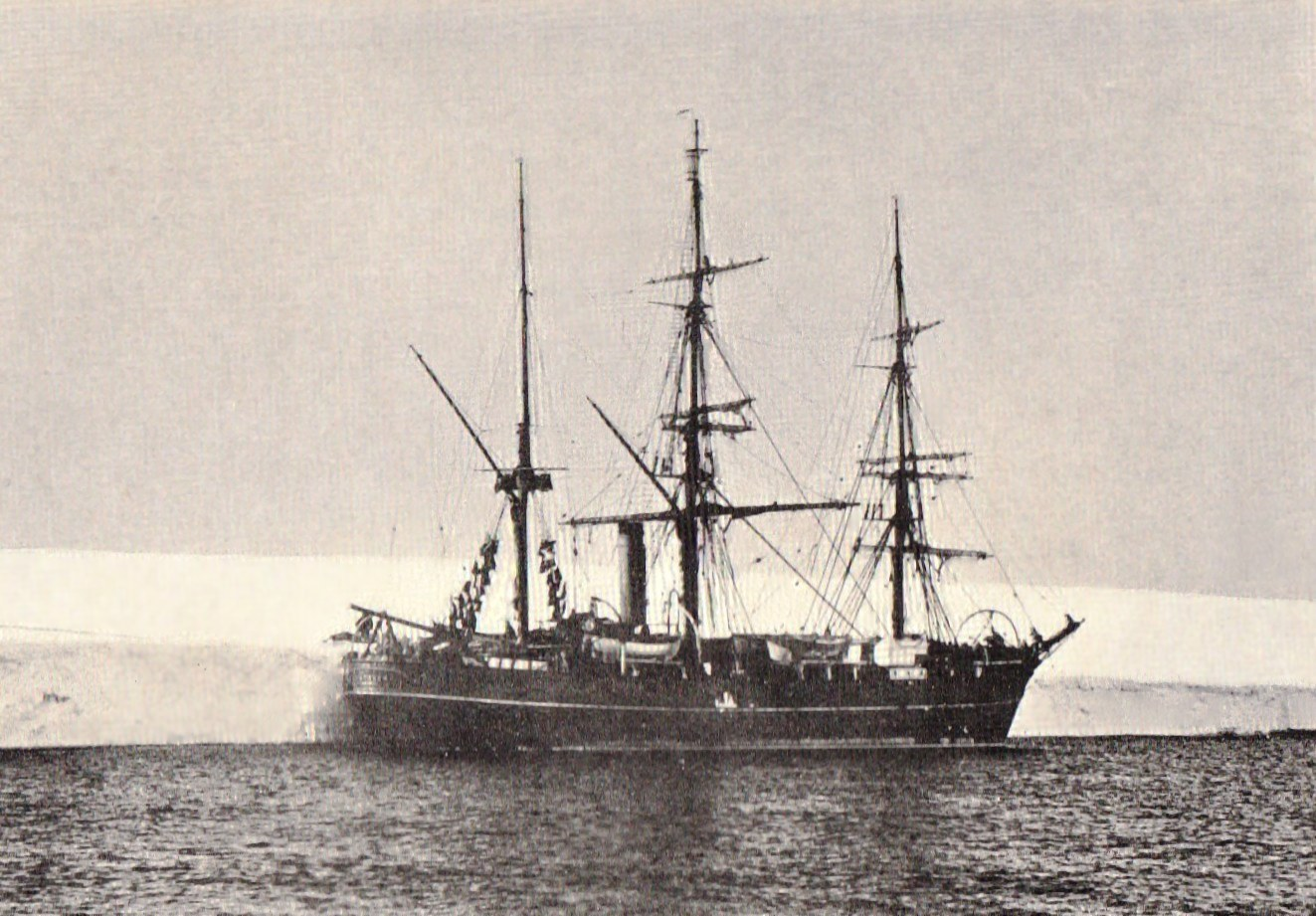
El barco Discovery en la Antártida en 1902.

La Expedición Antártica Británica, después conocida como Expedición Discovery, fue una empresa conjunta entre la Royal Geographical Society y la Royal Society. Sueño largamente acariciado por Markham, esta necesitó de todas sus habilidades y astucia para llegar a buen puerto, bajo mando naval y en gran parte integrada por personal de la armada. Scott quizá no fue la primera opción de Markham para liderar la empresa, pero tras decidirse por él su apoyo fue constante. El comité batalló mucho sobre el alcance de las responsabilidades de Scott, pues la Royal Society quería poner a un científico a cargo del programa de la expedición, mientras que Scott solo mandaría el barco. Sin embargo, se acabó imponiendo la opinión de Markham y Scott recibió todo el mando, para lo que fue ascendido a capitán de fragata (equivalente a teniente coronel) antes de que la Discovery zarpara hacia la Antártida el 31 de julio de 1901.
Hubo muy poco entrenamiento en equipamiento y técnicas antes de que el Discovery se hiciera a la mar. Se llevaron perros y esquíes, pero casi nadie sabía cómo usarlos. Según la opinión de Markham, la profesionalidad se consideraba menos digna que la «verdadera aptitud», y posiblemente Scott compartía el mismo punto de vista. En el primero de los dos años enteros que el Discovery pasó en el hielo esta despreocupación fue severamente puesta a prueba, pues la expedición hubo de luchar para afrontar los desafíos de un entorno nada familiar. Así, uno de los primeros intentos por viajar a través del hielo acabó con la muerte de George Vince, que se deslizó por un precipicio el 11 de marzo de 1902.

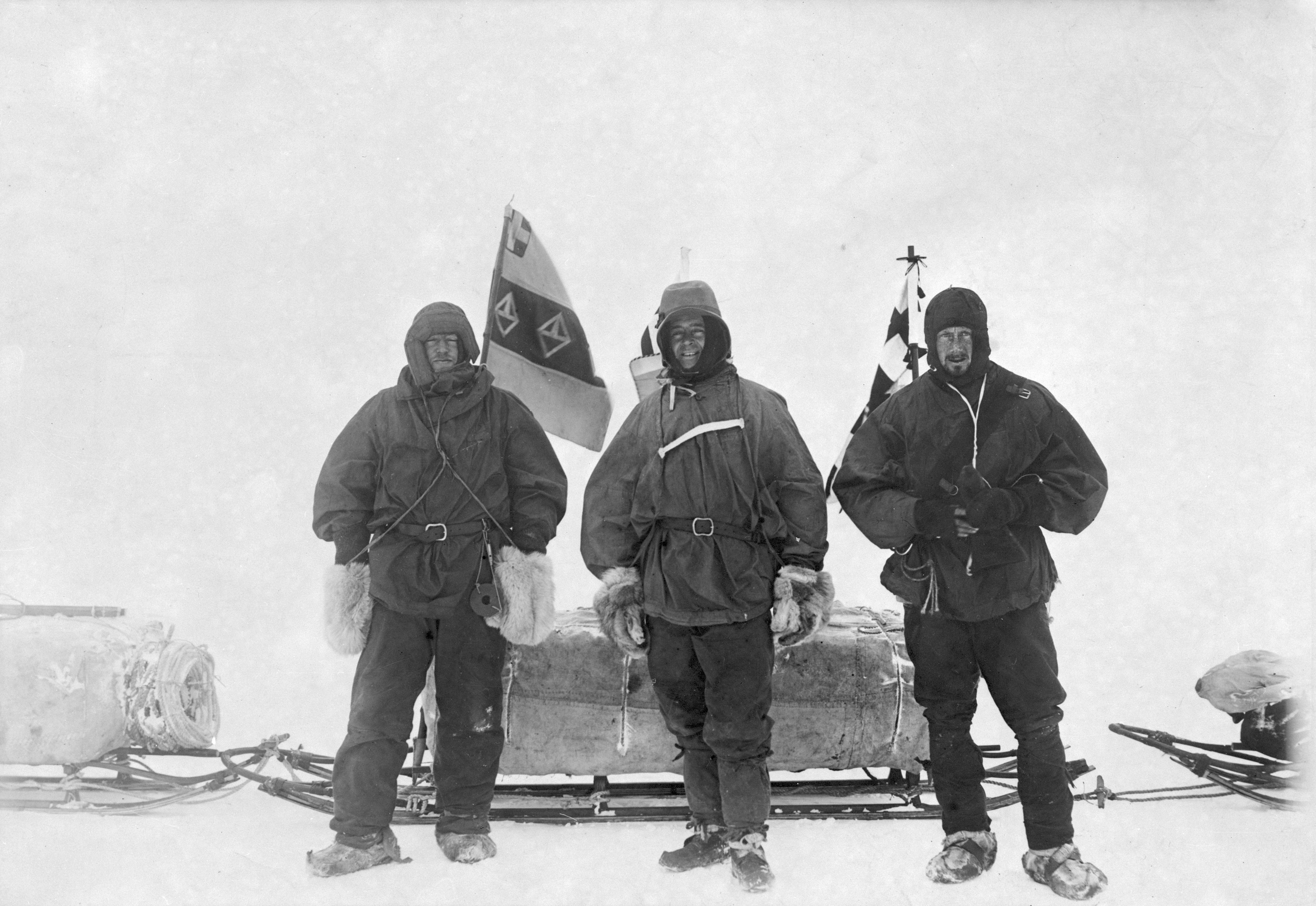
Scott (centro) junto a Ernest Shackleton (izquierda) y Edward Wilson en la Antártida en noviembre de 1902.

La expedición tenía objetivos tanto científicos como exploratorios, y este último incluía un largo viaje en dirección al Polo Sur. Esta marcha, realizada por Scott, Ernest Shackleton y Edward Wilson, les llevó a una latitud de 82°17′ S, a unos 850 km del polo. En el terrible viaje de vuelta, Shackleton sufrió un colapso físico y tuvo que abandonar de forma prematura la expedición. Durante el segundo año se mejoró en equipamiento y logros, lo que culminó en un viaje de Scott hacia el oeste que le permitió descubrir la meseta Antártica, algo que un escritor ha descrito como «uno de los grandes viajes polares». Los resultados científicos de la expedición incluyeron importantes hallazgos biológicos, zoológicos y geológicos, aunque algunas de las lecturas meteorológicas y magnéticas obtenidas fueron criticadas más tarde como poco profesionales e imprecisas.

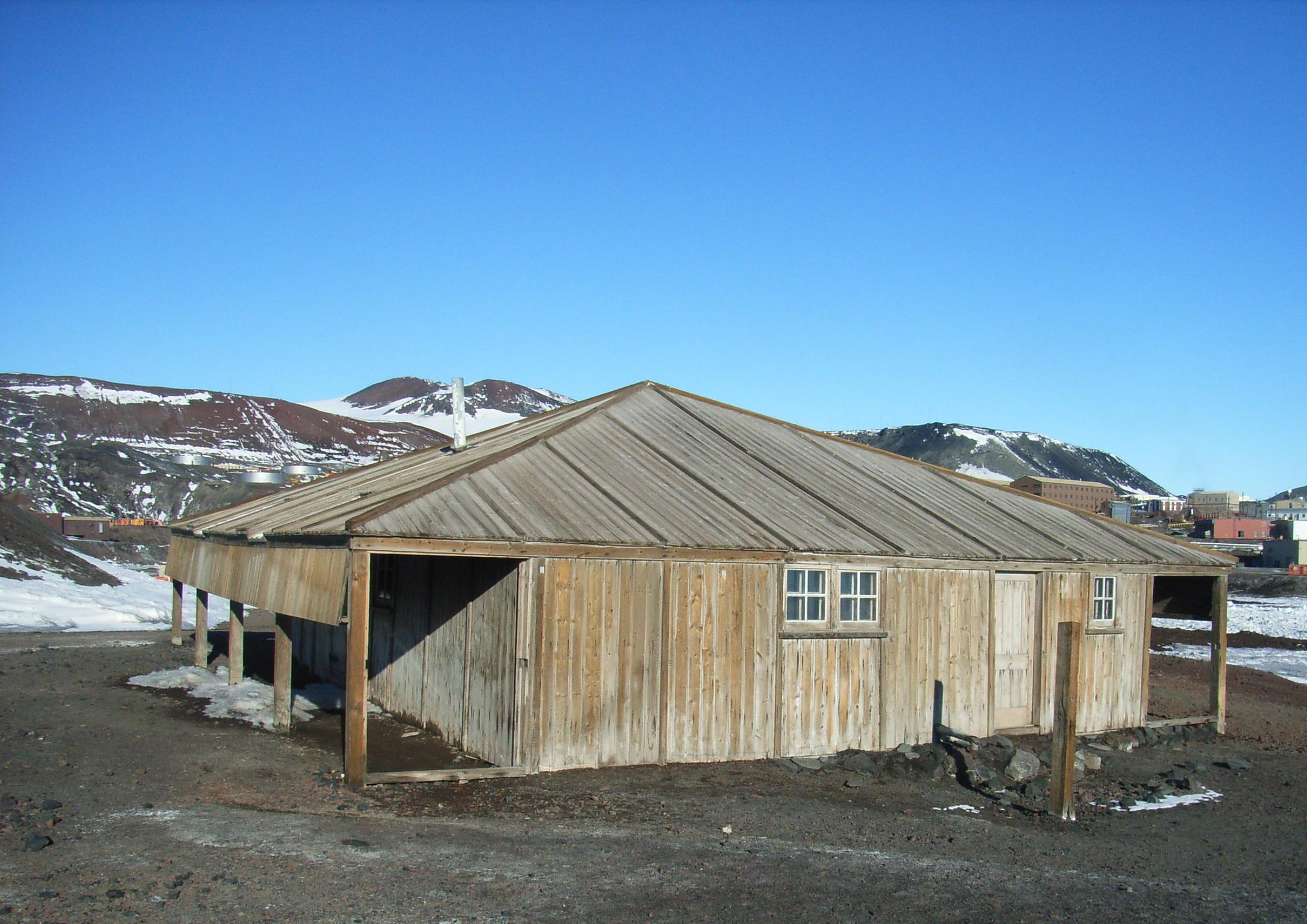
La cabaña Discovery, construida por la primera expedición de Scott, en la península de Hut Point en la actualidad.

Al final de la expedición hubieron de recurrir al apoyo de dos barcos de suministro y el uso de explosivos para liberar al Discovery del hielo. Scott no quedó muy convencido de que los perros y los esquíes fueran la clave para realizar viajes eficientes por el hielo, por lo que en los años siguientes, y casi hasta el final de su carrera antártica, continuó expresando la preferencia británica por el arrastre humano. Su insistencia en las formalidades de la Real Armada durante la expedición hizo difíciles las relaciones con el contingente de marinos mercantes, muchos de los cuales volvieron a casa con el primer buque de suministro en marzo de 1903. Al segundo comandante, Albert Armitage, oficial de la marina mercante, se le ofreció la oportunidad de regresar por razones humanitarias, pero interpretó el ofrecimiento como un desaire personal y rehusó. Armitage también promovió la idea de que la decisión de enviar a Shackleton a casa en el barco de suministro se debió más a su mala relación con Scott que a su propio deterioro físico. Aunque tiempo después hubo tensiones entre Scott y Shackleton por el choque de sus ambiciones polares, en público reinó el civismo mutuo entre ambos. Scott se unió a la recepción oficial que se brindó a Shackleton a su regreso de la Expedición Nimrod en 1909, y ambos intercambiaron correspondencia de tono cortés en 1909 y 1910 sobre sus respectivas aspiraciones.

## Entre las expediciones

### Héroe popular

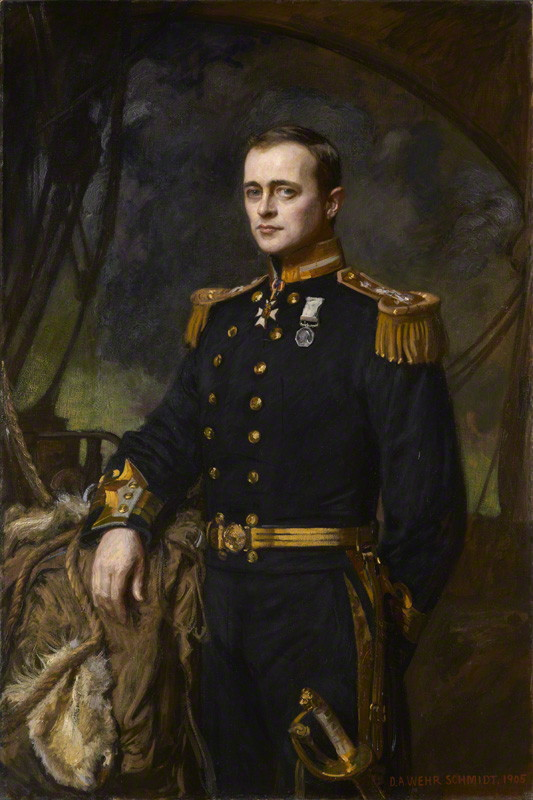
Retrato de Scott por Daniel Albert Wehrschmidt (1905).

El Discovery regresó a Gran Bretaña en septiembre de 1904. La expedición había cautivado la imaginación pública y Scott se convirtió en un héroe popular. Fue galardonado con numerosas medallas y honores, muchos de fuera de su país, y ascendió al rango de capitán de navío (equivalente a coronel). El rey Eduardo VII le invitó al castillo de Balmoral, donde le nombró comendador de la Real Orden Victoriana.
Los siguientes años de Scott fueron muy ajetreados, pues durante más de un año estuvo ocupado en recepciones públicas, conferencias y la redacción del diario de la expedición, The Voyage of the Discovery (El viaje del Discovery). En enero de 1906 retomó plenamente su carrera naval, primero como asistente del director de Inteligencia Naval en el Almirantazgo y, en agosto, como capitán de bandera del contralmirante sir George Egerton a bordo del HMS Victorious. Ahora se movía siempre en los más altos círculos sociales, pues en un telegrama a Markham en febrero de 1907 se refiere a sus encuentros con la reina y con el heredero al trono de Portugal, y en una carta a su casa le habla de comidas con el comandante en jefe de la Flota y con el príncipe Enrique de Prusia.

### Disputa con Shackleton
A principios de 1906 Scott había sondeado a la Royal Geographical Society sobre la posible financiación de una futura expedición a la Antártida. Por eso, para él fue una noticia inoportuna cuando Ernest Shackleton anunció sus planes de viajar a la vieja base Discovery en el estrecho de McMurdo, desde donde intentaría alcanzar el Polo Sur. Scott afirmó, en una de sus varias cartas a Shackleton, que el área de McMurdo era su propio «campo de trabajo» porque tenía derechos de precedencia hasta que decidiera renunciar a ellos, y que, por lo tanto, Shackleton debería trabajar en un área totalmente distinta. En esto fue apoyado por el que fuera zoólogo de la expedición Discovery, Edward Wilson, quien afirmó que los derechos de Scott se extendían a todo el sector del mar de Ross, algo que Shackleton se negó a aceptar. Finalmente, y para poner fin a la disputa, Shackleton acordó, en una carta a Scott el 17 de mayo de 1907, trabajar al oeste del meridiano 170° O y así evitar toda el área familiar del entorno de la base Discovery. Sin embargo, fue incapaz de mantener esta promesa porque no encontró buenos lugares alternativos de desembarco. Basó su expedición en el cabo Royds del estrecho de McMurdo, y el incumplimiento del acuerdo provocó una profunda brecha en la relación Scott-Shackleton. El historiador Beau Riffenburgh afirma que esta promesa a Scott «éticamente nunca debería haber sido exigida», y compara desfavorablemente la intransigencia de Scott en esta materia con la generosa actitud del explorador noruego Fridtjof Nansen, que brindó su asesoramiento y experiencia a todos, fueran rivales o no.

### Matrimonio

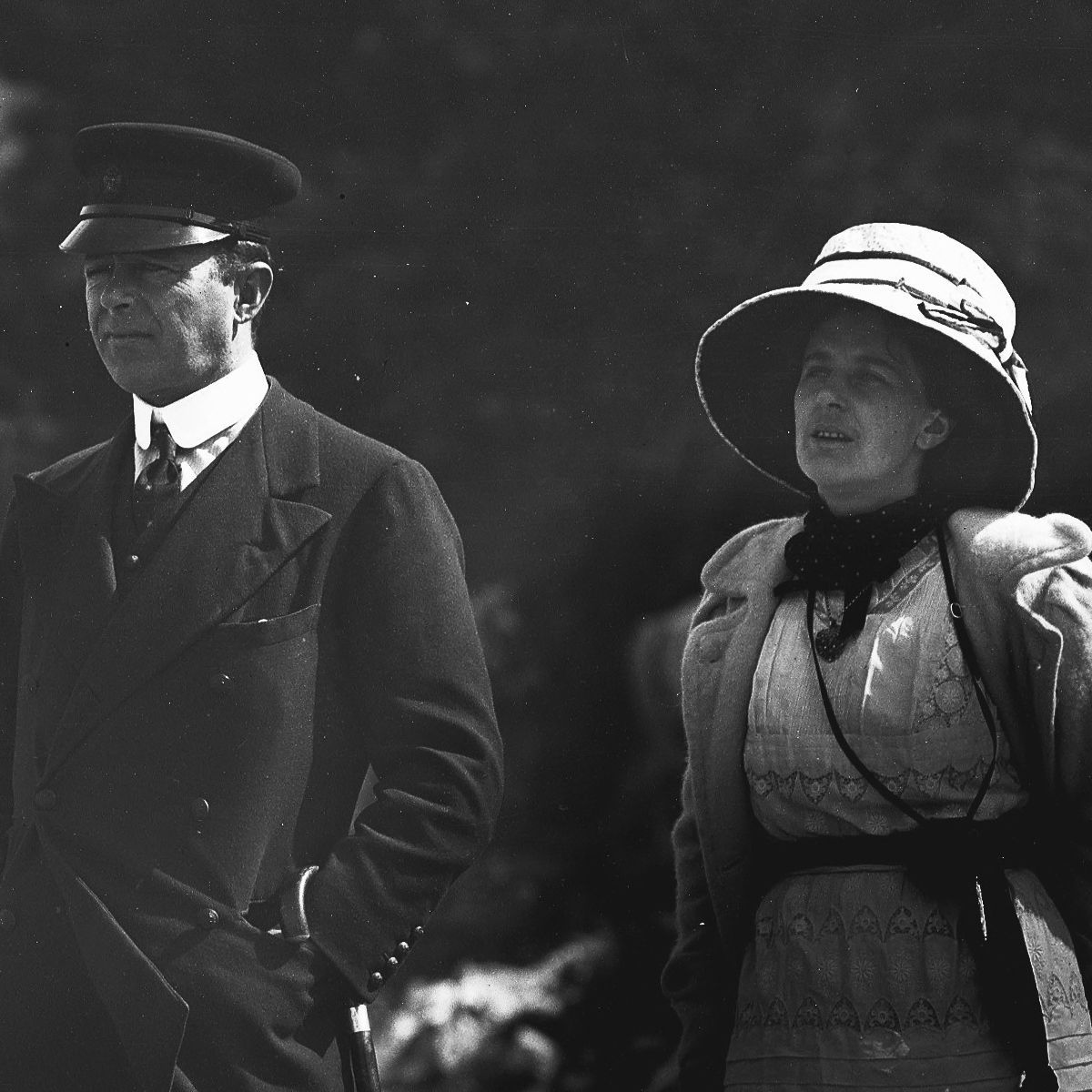
Robert y Kathleen Scott en Nueva Zelanda (c. 1910)

Scott, quien gracias a la fama de su expedición había ingresado en la Sociedad Eduardiana, conoció a Kathleen Bruce a comienzos de 1904 en una comida privada. Ella era escultora, una mujer cosmopolita que había estudiado con Auguste Rodin y cuyo círculo incluía a Isadora Duncan, Pablo Picasso y Aleister Crowley. Su primer encuentro con Scott fue breve, pero cuando se volvieron a ver más tarde ese año, la atracción mutua era evidente. Siguió un noviazgo tormentoso, pues Scott no era su único pretendiente, sino que su principal rival era el novelista Gilbert Cannan, y sus largas estancias en el mar no ayudaban a la relación. Sin embargo, la persistencia de Scott obtuvo sus frutos y el 2 de septiembre de 1908 contrajeron matrimonio en la Capilla Real del palacio de Hampton Court. Su único hijo, Peter Markham Scott, nació el 14 de septiembre de 1909.
Para entonces, Scott ya había anunciado los planes para su segunda expedición antártica. Shackleton había regresado sin poder alcanzar el Polo Sur, algo que le dio mayor ímpetu a Scott. El 29 de marzo de 1909 había sido nombrado asistente naval del Segundo Lord del Mar en el Almirantazgo, con lo que se estableció cómodamente en Londres. En diciembre quedó exento con medio sueldo para tomar el mando a tiempo completo de la Expedición Antártica británica de 1910, que sería conocida como Expedición Terra Nova por el nombre de su barco.

## Expedición Terra Nova (1910-1912)

### Preparación

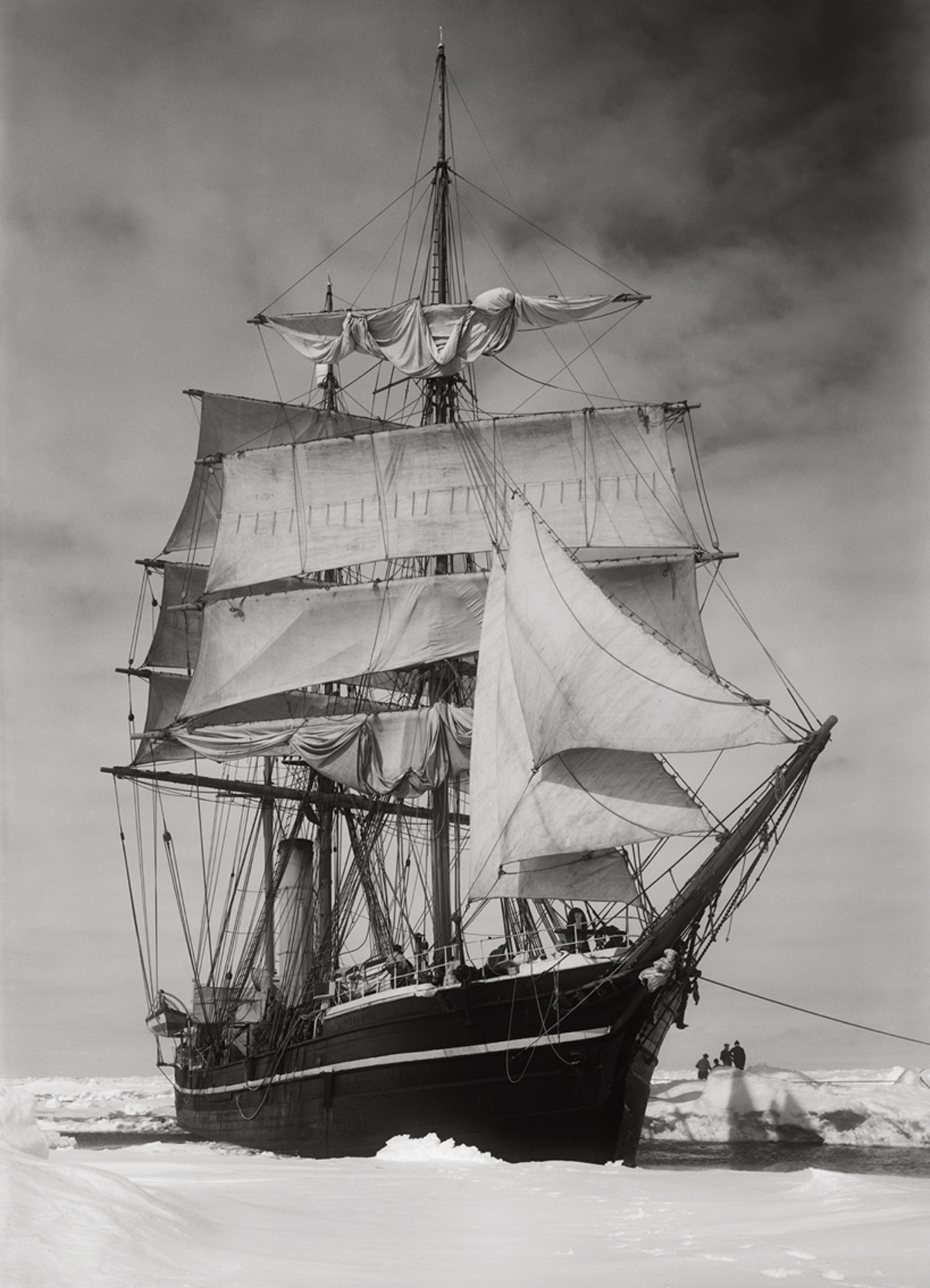
El barco Terra Nova en la Antártida en diciembre de 1910.

La Royal Geographical Society expresó su esperanza de que esta expedición pudiera ser «principalmente científica, con la exploración y el Polo como objetivos secundarios», pero a diferencia de la expedición Discovery, nadie de esta Sociedad o de la Royal Society estuvo a cargo en esta ocasión. En su folleto de la expedición, Scott dejó claro que su objetivo prioritario era «alcanzar el Polo Sur, y así asegurar para el Imperio británico el gran honor de este logro». Como Markham observó, Scott «había sido mordido por la manía del Polo».
Scott no sabía que la expedición iba a ser una carrera hasta que recibió en Melbourne un telegrama del noruego Roald Amundsen, en octubre de 1910. Antes de esto, el británico había estado configurando la expedición de acuerdo con sus preferencias, sin las restricciones de ninguna comisión mixta. En lo que a transporte se refería, decidió que los perros de trineo serían solo un elemento dentro de una compleja estrategia que también implicaba caballos y trineos motorizados, además de mucha mano de obra humana. Scott no sabía nada de caballos, pero le pareció que a Shackleton le habían sido muy útiles y decidió emplearlos. El experto en canes Cecil Meares fue a Siberia a seleccionar perros y Scott le ordenó que cuando estuviera allí comprara ponis manchúes. Meares no era un experto comprador de caballos y los ponis que eligió resultaron ser en su mayor parte poco aptos para una estancia prolongada en la Antártida. Mientras tanto, Scott viajó a Francia y Noruega para probar trineos motorizados, y reclutó a Bernard Day, de la expedición de Shackleton, como experto en este tema.

### Primera temporada

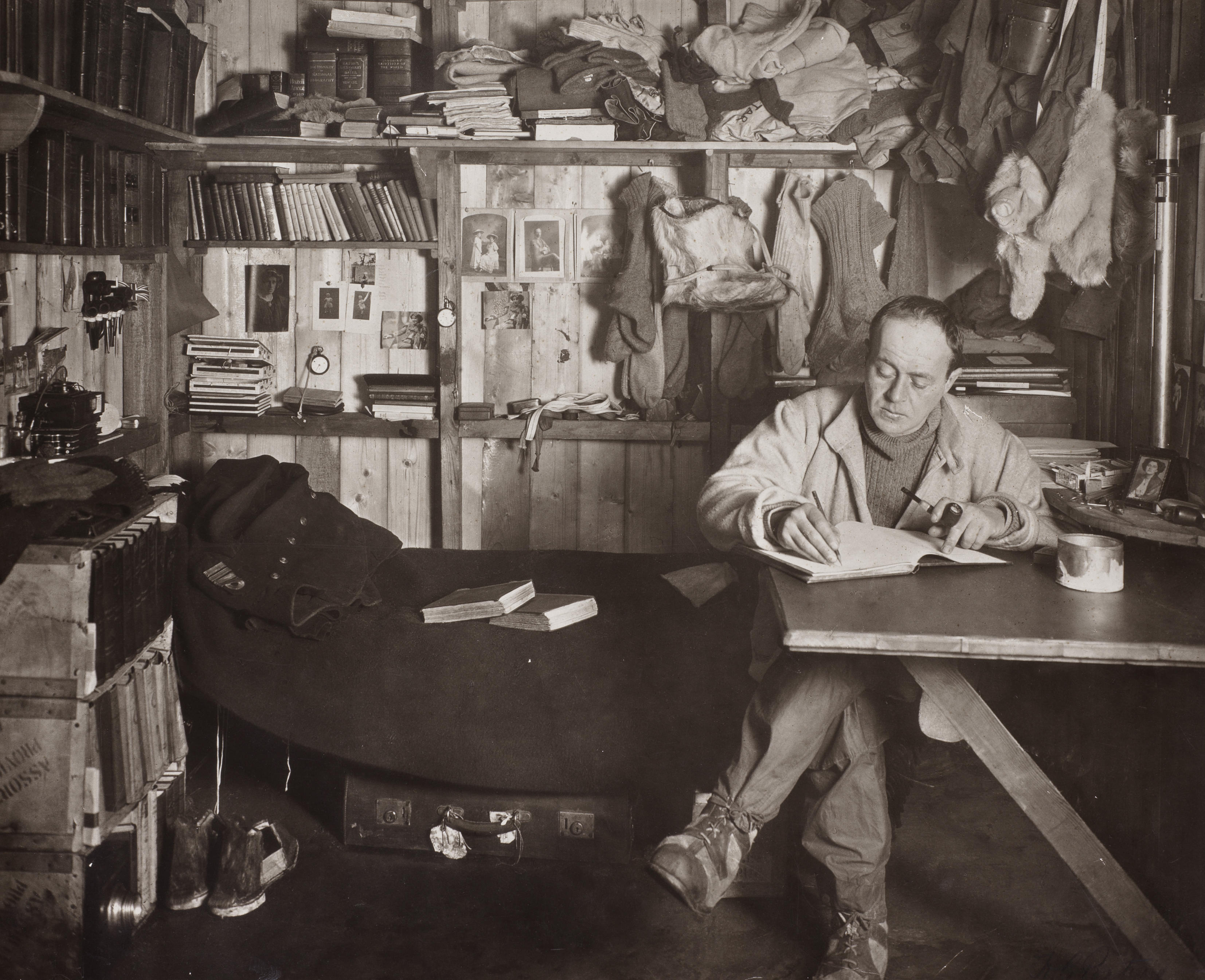
Scott escribiendo su diario en la cabaña del cabo Evans durante el invierno de 1911. Fotografía de Herbert Ponting.

La propia expedición sufrió pronto algunas desgracias que dificultaron los trabajos durante la primera temporada y entorpecieron los preparativos para la principal marcha polar. En su viaje de Nueva Zelanda a la Antártida, el Terra Nova quedó atrapado en el hielo durante veinte días, mucho más tiempo que otros barcos, por lo que llegaron a finales de la temporada y tuvieron menos tiempo para los preparativos previos al invierno antártico. Uno de los trineos motorizados se perdió durante el desembarco al hundirse bajo el mar helado. El empeoramiento de las condiciones meteorológicas y los ponis débiles y mal aclimatados afectaron al despliegue inicial del viaje, por lo que el principal depósito de suministros, One Ton, hubo de situarse a 56 km al norte de su ubicación planeada en 80° S. Lawrence Oates, encargado de los ponis, aconsejó a Scott que sacrificara los equinos para consumir su carne y que avanzara el punto de suministro al lugar previsto inicialmente, pero este se negó a ambas cosas. Se afirma que Oates le dijo a Scott «Señor, me temo que va a lamentar no aceptar mi consejo». Seis ponis murieron durante este viaje, ya sea por frío o porque hubieron de ser sacrificados para no ralentizar al equipo. Durante el retorno a su base tuvieron noticia de la presencia de Amundsen, que había acampado en la bahía de las Ballenas, a unos 320 km al este de la posición británica, con su equipo y un gran contingente de perros.
Scott se negó a modificar su agenda para hacer frente al desafío que le planteaba Amundsen, escribiendo «Lo adecuado, así como el camino más sabio para nosotros, es proceder exactamente como si eso no hubiera ocurrido». Reconociendo que la base del noruego estaba más cerca del Polo Sur y que su experiencia con los perros era formidable, Scott tenía la ventaja de viajar por una ruta ya abierta por Shackleton. Durante el invierno de 1911 su confianza aumentó, y el 2 de agosto, tras el retorno de la expedición invernal de tres hombres al cabo Crozier, Scott escribió «Estoy seguro de que estamos tan cerca de la perfección como la experiencia nos puede llevar».

### Viaje al Polo Sur

Las rutas hacia el Polo Sur tomadas por Scott (verde) y Amundsen (rojo).

Scott esbozó sus planes para el viaje al sur a todo el equipo mientras estaban en la costa, aunque no desveló quiénes compondrían el último equipo polar porque lo decidiría una vez viera el desempeño de todos en la posterior travesía. El 20 de octubre de 1911, once días antes de que los equipos partieran, Scott dio en el cabo Evans al encargado de los trineos de perros, Cecil Meares, las siguientes instrucciones escritas para asegurar un regreso rápido con la ayuda de los trineos:

Hacia la primera semana de febrero quisiera que iniciaras tu tercer viaje al sur, con el objetivo de acelerar el regreso de la Tercera Unidad del sur (el equipo polar) y así darle una oportunidad de alcanzar el barco. La fecha de tu partida dependerá de las noticias que te den las unidades que vayan regresando, del tamaño del depósito de comida para perros que hayas sido capaz de crear en el campamento One Ton, del estado de los perros... Por tanto, preveo que deberías reunirte con el grupo de regreso hacia el 1 de marzo en la latitud 82° u 82°30′.

El grupo sur fue reduciendo su número a medida que los sucesivos equipos de apoyo se daban la vuelta. Para el 4 de enero de 1912, los dos últimos grupos de cuatro hombres habían alcanzado la latitud 87°34′ S. Scott anunció su decisión: cinco hombres (Scott, Edward Wilson, Henry Bowers, Lawrence Oates y Edgar Evans) seguirían adelante y los otros tres (Teddy Evans, William Lashly y Tom Crean) podrían regresar. El grupo elegido prosiguió su marcha y alcanzó el Polo Sur el 17 de enero de 1912, pero solo para encontrarse con que los noruegos de Roald Amundsen lo habían hecho cinco semanas antes. La angustia de Scott ante este descubrimiento quedó reflejada en su diario: «Lo peor ha sucedido». «Todos los sueños del día se han evaporado». «Dios mío, este lugar es horrible».

### Última marcha

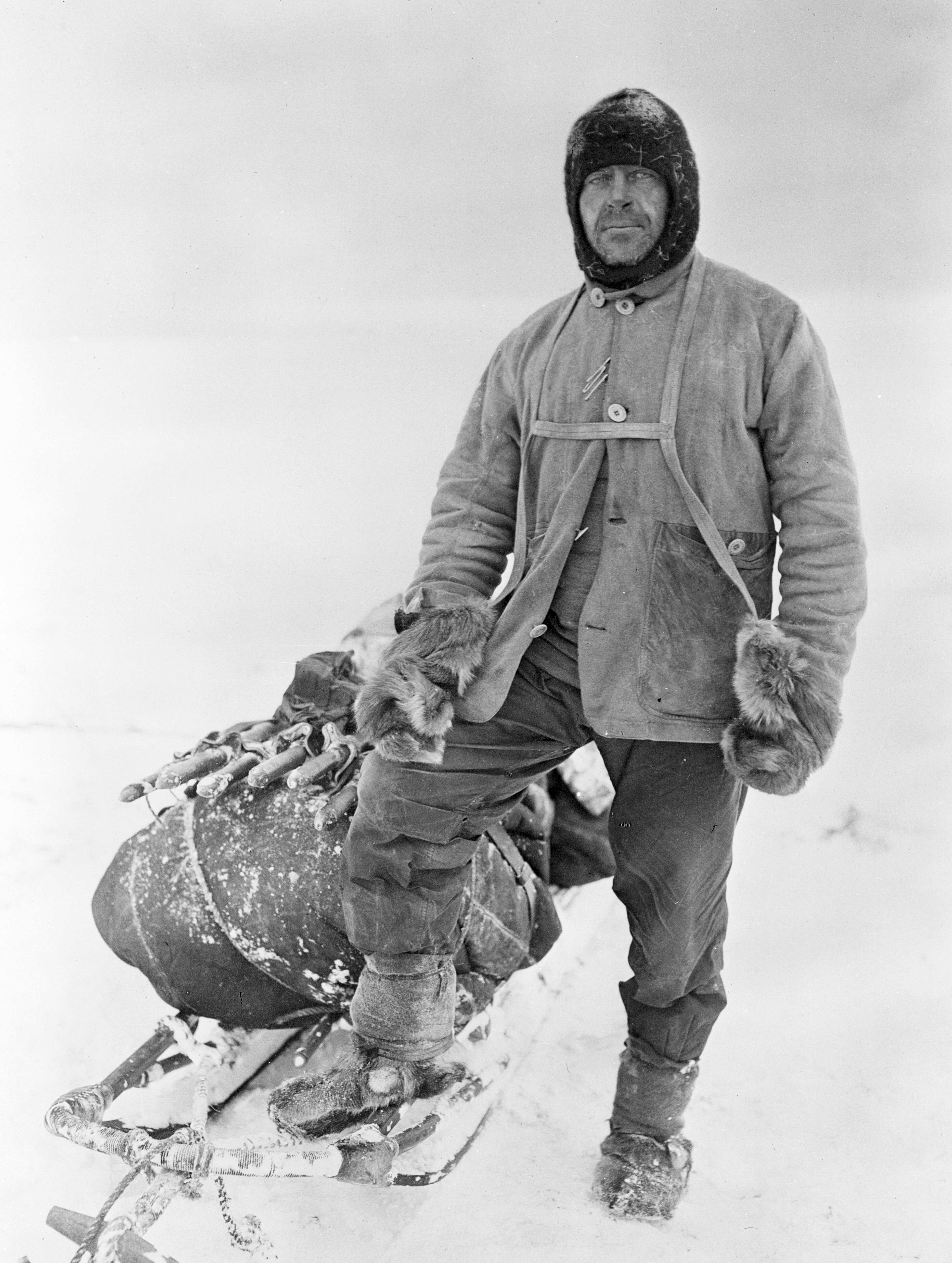
Scott con su trineo y la vestimenta polar el 13 de abril de 1911.

El desmoralizado grupo de exploradores comenzó el viaje de retorno de 1300 km el día 19 de enero de 1912. Al día siguiente, Scott escribió «Me temo que el viaje de regreso va a ser terriblemente agotador y monótono». Sin embargo, a pesar del mal tiempo, el grupo avanzó a buen ritmo y habían recorrido los 500 km de la etapa de la llanura Antártica para el 7 de febrero. En los días siguientes el grupo afrontó el descenso de 160 km del glaciar Beardmore, donde se deterioró mucho la condición física de Edgar Evans, circunstancia que ya había advertido con preocupación Scott el 23 de enero. Una caída el 4 de febrero dejó a Evans «desmoralizado e incapaz», y el día 17, tras una nueva caída, murió cerca del pie del glaciar.
Mientras tanto, el barco Terra Nova arribó al cabo Evans a principios de febrero, y el médico Edward L. Atkinson, al mando de la base de la expedición en el cabo, decidió descargar los suministros que traía con sus propios hombres en lugar de partir hacia el sur con los perros para unirse a Scott, tal y como había quedado previsto. Cuando Atkinson comenzó su tardía marcha al sur, se encontró con Teddy Evans enfermo de escorbuto y necesitado de atención médica urgente. Por ello, Atkinson trató de enviar al sur al experimentado navegante Wright para encontrarse con Scott, pero el meteorólogo jefe Simpson declaró que necesitaba a Wright para trabajos científicos. Por ello, Atkinson decidió enviar el 25 de febrero a Apsley Cherry-Garrard, quien sufría miopía y no fue capaz de llegar más allá del depósito de suministros One Ton, con lo cual no se cumplieron las órdenes de Scott de reunirse con él en la latitud 82° u 82°30′ el día 1 de marzo.
Durante el regreso, Scott alcanzó el punto de encuentro con los trineos de perros en la latitud 82°30′ S tres días antes de lo previsto. Así, anotó en su diario el 27 de febrero de 1912: «Estamos naturalmente debatiendo siempre la posibilidad de encontrarnos con los perros, dónde y cuándo, etc. Es una situación crítica. Podríamos encontrarnos a salvo en el siguiente depósito, pero hay un horrible elemento de duda». Para el 10 de marzo la temperatura descendió de manera imprevista hasta −40 °C y era evidente que los trineos de perros no iban a llegar. «Los perros que podrían haber sido nuestra salvación han fallado de manera evidente. Supongo que Meares —el encargado de los animales— ha tenido un mal viaje de vuelta a casa. Es un miserable jaleo». Con 670 km todavía por desandar a través de la barrera de hielo de Ross, las perspectivas del grupo empeoraron mientras avanzaba hacia el norte con un tiempo cada vez peor, congelación, ceguera de las nieves, hambre y agotamiento. En una carta de despedida a Edgar Speyer, fechada el 16 de marzo, Scott se preguntó si habría superado el punto de encuentro y luchó contra la sospecha de si habían sido abandonados por los equipos con perros: «Casi llegamos, y es una lástima, pero últimamente he sentido que hemos superado nuestro objetivo. Nadie tiene la culpa y espero que no se intente sugerir que nos faltó apoyo». El 16 de marzo Oates, cuya condición se había deteriorado por el empeoramiento de una antigua herida de guerra hasta el extremo de no poder caminar, salió voluntariamente de la tienda de campaña y se alejó hasta morir congelado. Scott dejó escrito que sus últimas palabras fueron «Voy a salir fuera y puede que por algún tiempo».

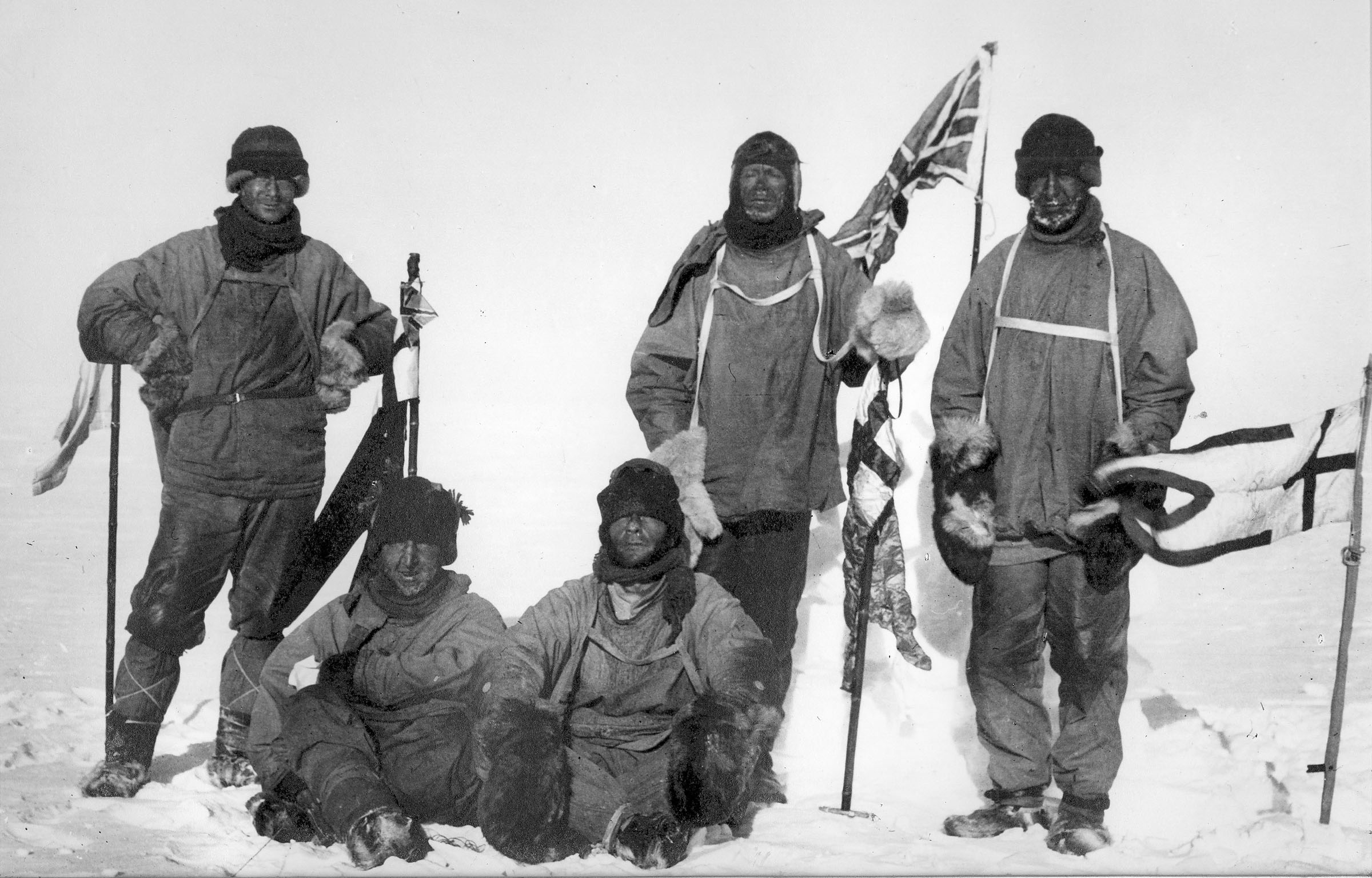
Los miembros del equipo de Scott en el Polo Sur, el 18 de enero de 1912. De izquierda a derecha, de pie: Oates, Scott, Wilson; sentados: Bowers, Evans. Foto preparada por Bowers.

Después de caminar otros 30 km, los tres miembros restantes del grupo montaron su último campamento el 19 de marzo, a unos 19 km del depósito de suministros One Ton, pero a 38 km de la localización prevista originalmente para este. Al día siguiente una fuerte ventisca les impidió hacer ningún progreso, y en los siguientes nueve días, con sus suministros agotándose, los dedos congelados, la luz escasa y las tormentas azotando el exterior de la tienda, Scott escribió sus últimas palabras, a pesar de haber renunciado a continuar su diario el 23 de marzo, para concluir así: «Última entrada. Por el amor de Dios, cuida de nuestra gente». Dejó cartas dirigidas a las madres de Bowers y Wilson, a varias personas importantes como su antiguo comandante sir George Egerton, a su propia madre y a su esposa. También escribió su «Mensaje al público», esencialmente una defensa de la organización y conducta de la expedición en la que atribuía el fracaso del grupo al mal tiempo y otras desgracias, pero finalizando con una inspiradora nota que dice:

Tomamos riesgos, lo sabíamos, las cosas han ido en nuestra contra y por lo tanto no tenemos motivo de queja, sino solo someternos a la voluntad de la Providencia, determinados todavía a hacer lo mejor hasta el final… Si hubiéramos vivido, debería haber contado la historia de la audacia, resistencia y coraje de mis compañeros, que han llenado el corazón de todos los ingleses. Estas ásperas notas y nuestros cadáveres deberán contar la historia. Sin duda, un gran país como el nuestro se encargará de que todos los que dependen de nosotros estén adecuadamente provistos.

Se presume que Scott murió el 29 de marzo de 1912, un día después de escribir estas notas. Las posiciones de los cuerpos en la tienda de campaña cuando fueron descubiertos ocho meses después sugieren que Scott fue el último de los tres en fallecer.

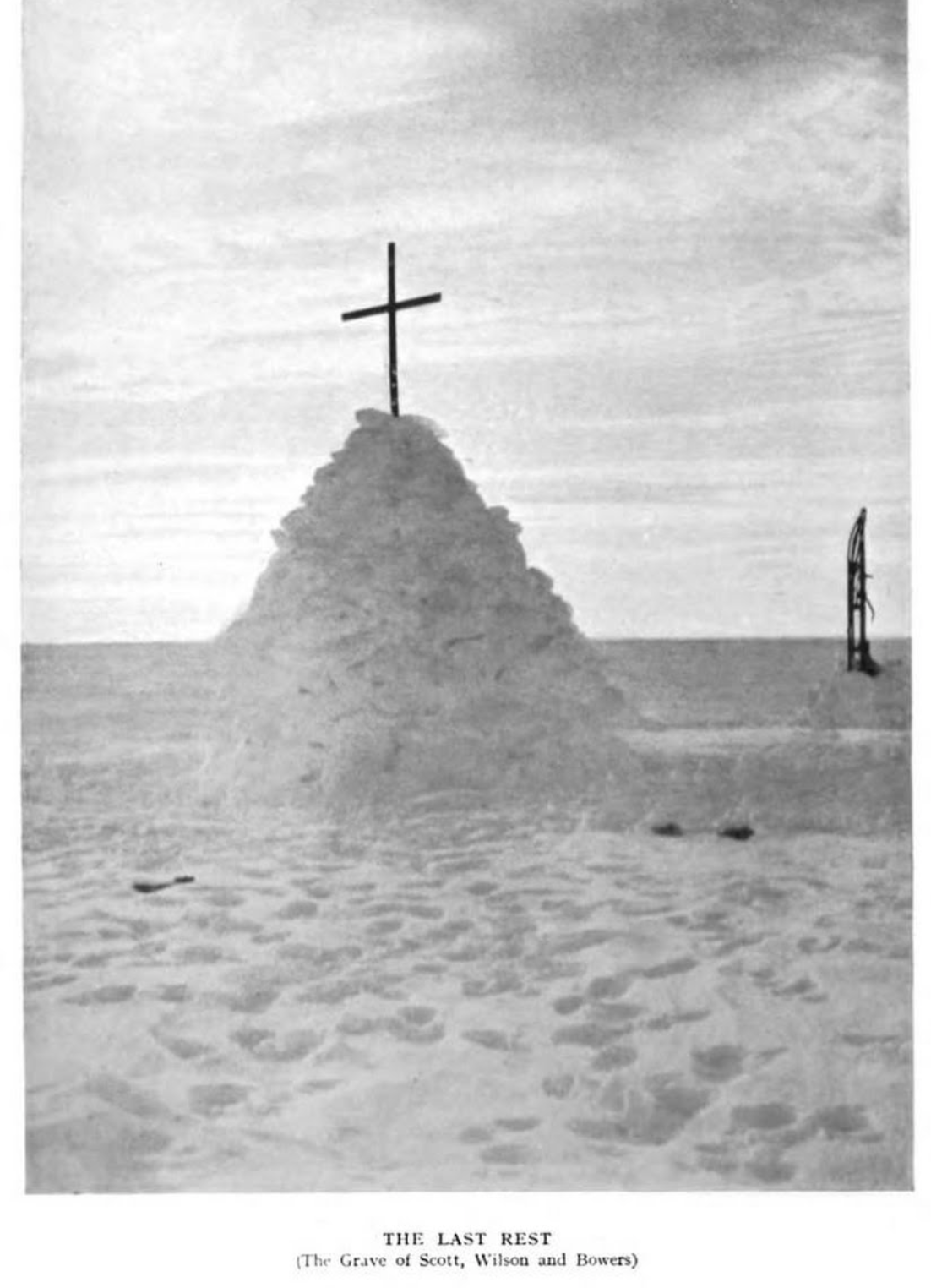
Tumba de hielo de Scott, Wilson y Bowers (1913).

Los cuerpos de Scott y sus compañeros fueron descubiertos por un grupo de búsqueda el 12 de noviembre de 1912. También se recuperaron sus escritos. Su último campamento se convirtió en su tumba, pues se erigió un montículo de nieve sobre él coronado por una cruz cristiana. En enero de 1913, antes de que el Terra Nova zarpara de vuelta, los carpinteros del barco elaboraron una gran cruz de madera, sobre la que se inscribieron los nombres de los fallecidos y una línea del poema Ulises de Alfred Tennyson: «Esforzarse, buscar, encontrar y no ceder». La cruz se colocó como memorial permanente en lo alto de la colina Observation Hill, sobre el campamento de la península de Hut Point.

## Reputación

### Glorificación
El mundo supo de la tragedia cuando el Terra Nova llegó a Oamaru, en Nueva Zelanda, el 10 de febrero de 1913. Pocos días después, Scott se convirtió en un icónico héroe británico y el fervor patriótico del Reino Unido se despertó: coincidiendo con el funeral memorial en la catedral de San Pablo de Londres, el periódico London Evening News hizo un llamamiento para que la historia se estudiara en todas las escuelas del país. Robert Baden-Powell, fundador del Escultismo, dijo: «¿Van cuesta abajo los británicos? ¡No! Hay mucho coraje en el espíritu británico después de todo. El capitán de navío Scott y el capitán Oates nos lo han demostrado». Mary Steel, de once años, escribió un poema que acababa así:

Aunque nada más que una simple cruz
Marca ahora la tumba de los héroes
¡Sus nombres vivirán siempre!
¡Oh Inglaterra, Tierra de Valientes!

Los supervivientes de la expedición fueron extensamente honrados a su retorno, con medallas polares y ascensos para el personal naval. En lugar del nombramiento de caballero que habría recibido su marido si hubiera sobrevivido, a Kathleen Scott se le garantizó el rango y la distinción de una viuda de un caballero comandante de la Orden del Baño. En 1922 ella se casó con Edward Hilton Young, que luego sería Lord Kennet y la convertiría a ella en Lady Kennet, y fue una firme defensora de la reputación de Robert Scott hasta su muerte, en 1947 a los 69 años.

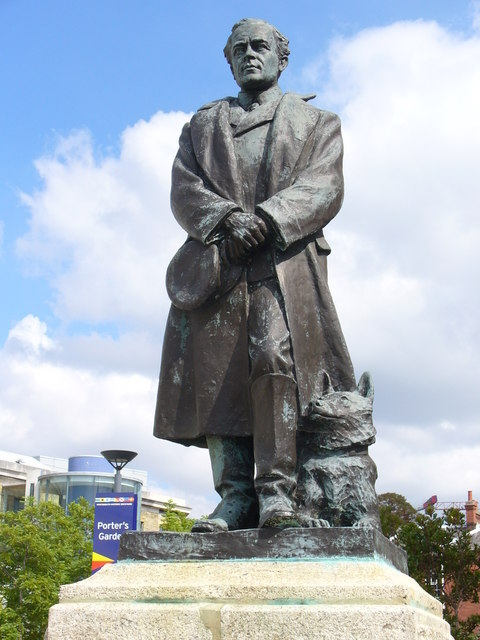
Estatua de Scott en el puerto de Portsmouth, Reino Unido, creada por su viuda Kathleen Scott en 1915.

Un artículo en The Times, que informaba de los encendidos elogios de la prensa neoyorquina a Scott, afirmó que tanto Amundsen como Shackleton estaban «[sorprendidos] al escuchar que una expedición bien organizada pudiera haber sufrido tal desastre». Al conocer los detalles de la muerte de Scott, se afirma que Amundsen dijo que «Renunciaría a cualquier honor y dinero si así pudiera salvar a Scott de su terrible muerte». Scott sabía expresarse mejor que Amundsen y su historia recorrió el mundo gracias a sus escritos, mientras que la innegable victoria de Amundsen quedó reducida, a ojos de muchos, a una estratagema antideportiva. Incluso antes de conocerse la muerte de Scott, Amundsen se había ofendido por lo que sentía era un «brindis burlón» del presidente de la Royal Geographical Society, lord Curzon, en un encuentro que pretendía ser un homenaje al vencedor de la carrera por el polo. Curzon había dicho «Tres hurras por los perros». Según el libro de Huntford, este desliz hizo que Amundsen renunciara a su beca honoraria en la Society.
La respuesta a la petición final del escrito de Scott, en nombre de los familiares de los fallecidos, fue enorme para los estándares de entonces. El Fondo Memorial Mansion House Scott cerró con 75 000 £ (unos 5,5 millones de libras actuales). Esta cantidad fue desigualmente distribuida: la viuda de Scott, su hijo, madre y hermanas recibieron un total de 18 000 £ (1,3 millones actuales), la viuda de Wilson 8500 £ (600 000 £) y la madre de Bowers 4500 £ (330 000 £). La viuda, hijo y madre de Edgar Evans recibieron en total 1500 £ (109 000 £).
En los doce años siguientes al desastre se erigieron más de treinta monumentos y memoriales solo en el Reino Unido. Estos fueron desde simples reliquias (la bandera del trineo de Scott en la catedral de Exeter) a la fundación del Instituto de Investigación Polar Scott en Cambridge. Se hicieron otros honores en el extranjero, incluida una estatua creada por su viuda para su base neozelandesa en Christchurch. Su última expedición fue objeto de una película filmada en 1948, Scott of the Antarctic (Scott en la Antártida), donde él fue interpretado por John Mills como el típico y flemático héroe británico. La base de los Estados Unidos en el Polo Sur, fundada en 1957, se llama Base Amundsen-Scott en memoria de los dos exploradores pioneros. Un siglo de tormentas y nieve han cubierto el montículo de hielo levantado sobre su último campamento, que está ahora encerrado en la barrera de hielo de Ross.

### Reacción moderna

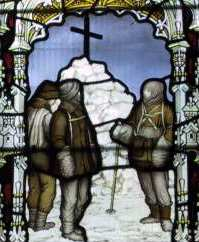
Una de las cuatro vidrieras de la iglesia de Binton, Warwickshire, que conmemoran a Scott. En esta se representa el montículo de hielo bajo el que fue enterrado.

El mito de Scott sobrevivió tras el período de la Segunda Guerra Mundial y más allá del 50.º aniversario de su muerte. En 1966 Reginald Pound, el primer biógrafo que tuvo acceso al diario del trineo de Scott, reveló fallos del explorador que arrojaron nueva luz sobre su figura, aunque también continuó ensalzando su heroísmo con frases que lo definían como dotado de «una espléndida salud mental que no fue sometida». En la década siguiente se publicaron más libros, algunos de los cuales desafiaban hasta cierto punto la opinión pública sobre Scott. El más crítico de todos ellos fue Scott's Men (1977) de David Thomson, que opinaba que el explorador británico no fue un gran hombre, «al menos, no hasta el final». Describió su planificación como «azarosa» y «defectuosa» y su liderazgo como falto de previsión. Así, a fines de la década de 1970, en palabras de Jones, «la compleja personalidad de Scott había sido revelada y sus métodos cuestionados».
En 1979 se produjo el ataque más despiadado contra Scott con la publicación de la biografía dual de Amundsen y Scott por parte de Roland Huntford, quien describe al explorador británico como un «chapucero heroico». La opinión de Huntford tuvo un impacto inmediato y se convirtió en la nueva ortodoxia. Este autor incluso desafía su heroísmo a la hora de encarar la muerte y ve el Mensaje al público de Scott como un engaño de autojustificación de un hombre que ha llevado a sus camaradas a la muerte. Tras la publicación de este libro, desbancar a Scott de su mito se convirtió en algo común. En 1996 Francis Spufford, en una historia no totalmente contraria a su figura, se refiere a «las evidencias devastadoras de su torpeza» y concluye que «Scott condenó a sus compañeros y luego cubrió sus huellas con retórica». El escritor Paul Theroux resume a Scott como «confuso y desmoralizado… un enigma para sus hombres, sin preparación y chapucero». Esta merma de la reputación de Scott fue acompañada del proporcional ascenso de la consideración de su rival Shackleton, primero en los Estados Unidos, pero también en el Reino Unido. Una encuesta a nivel nacional en Gran Bretaña realizada en el año 2002 con el fin de descubrir los «100 Greatest Britons» (Los 100 británicos más importantes) colocó a Shackleton en el puesto 11 y a Scott mucho más abajo, en el 54. El cráter lunar Scott lleva este nombre en su memoria.

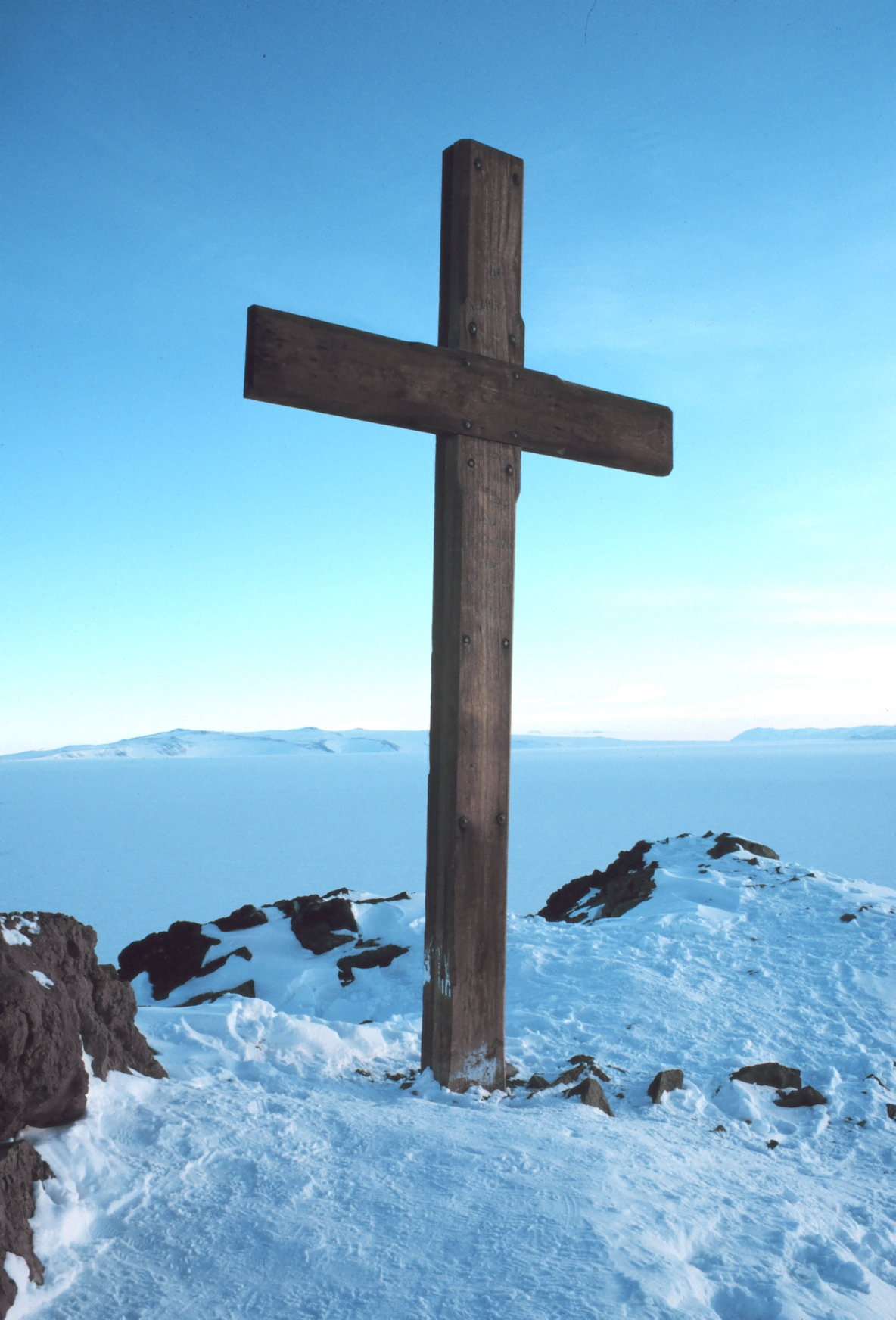
La cruz memorial en Observation Hill, estrecho de McMurdo.

En los primeros años del siglo XXI se ha visto un cambio de opinión favorable a Scott, en lo que la historiadora de la cultura Stephanie Barczewski llama «una revisión de la visión revisionista». El relato The Coldest March escrito por la meteoróloga Susan Solomon en 2001 relaciona el destino del grupo de Scott con las condiciones climatológicas extraordinariamente adversas que se dieron en la barrera de hielo de Ross en febrero y marzo de 1912, y le atribuye más peso a estas que a los fallos personales de organización, aunque admite la validez de algunas de las críticas negativas vertidas sobre el explorador. En 2004 el explorador polar sir Ranulph Fiennes publicó una biografía que es una firme defensa de Scott y una refutación franca de Huntford. No en vano, el libro está dedicado «A las familias de los muertos difamados». Fiennes fue después criticado en el artículo de otro revisionista por la naturaleza personal de su ataque a Huntford y por la aparente presunción de que sus propias experiencias como explorador polar le otorgan a él una autoridad única.
En 2005 el historiador David Crane publicó una nueva biografía de Scott que, según Barczewski, pretende de alguna manera una evaluación de Scott «libre del peso de las anteriores interpretaciones». Crane afirma que todo lo que ha sucedido con la reputación de Scott deriva de la forma en que ha cambiado el mundo desde que se creó este mito: «No es que lo veamos de forma distinta a como lo vieron sus contemporáneos, sino que lo vemos igual e instintivamente no nos gusta». El principal logro de Crane es, según Barczewski, la restauración de la humanidad de Scott, «mucho más eficaz que la estridencia de Fiennes o los datos científicos de Solomon». El columnista del Daily Telegraph Jasper Rees, haciendo un símil entre los cambios en la reputación de los exploradores y las variaciones climáticas, sugiere que «en los actuales informes sobre el clima antártico, Scott está disfrutando de sus primeros rayos de sol en veinticinco años». El New York Times Book Review fue más crítico, señalando que el apoyo de Crane a Scott desacreditó algunas afirmaciones sobre las circunstancias de la liberación del Discovery del hielo y concluye que «Entre todos los atractivos de su libro, Crane no ofrece respuestas convincentes que exoneren a Scott de una significativa culpa en su propia muerte».
En 2012 Karen May publicó su descubrimiento sobre que Scott había dejado unas órdenes escritas antes de partir hacia el Polo Sur, dirigidas a Cecil Meares para que el grupo polar se encontrara con equipos de trineos de perros. Este dato contrasta con lo que afirmó Roland Huntford en 1979, según el cual Scott emitió estas instrucciones vitales tan solo como unas órdenes orales a Evans durante la marcha hacia el Polo. Según May, «el escenario descrito por Huntford es pura invención basada en un error y ha llevado a los historiadores polares por un lamentable camino equivocado».

## Libros
En español
- Diario del Polo Sur. Robert Falcon Scott. Interfolio Libros, 2011. ISBN 978-84-937694-9-9